# Ana Maria Grigoriu
Ana Maria Grigoriu est une joueuse roumaine de volley-ball née le 4 mai 1990 à Bucarest. Elle mesure 1,80 m et jouait passeuse.

## Clubs
| Club                | Pays     | De        | À         |
| ------------------- | -------- | --------- | --------- |
| CS Dinamo Bucarest  | Roumanie | 2003-2004 | 2005-2006 |
| IOR Bucarest        | Roumanie | 2006-2007 | 2007-2008 |
| CSM Bucarest        | Roumanie | 2008-2009 | 2010-2011 |
| Argeș Volei Pitești | Roumanie | 2011-2012 | 2011-2012 |
| CSM Bucarest        | Roumanie | 2012-2013 | …         |